# Dominikai közösségi labdarúgó-válogatott
A dominikai közösségi labdarúgó-válogatott a Dominikai Közösség nemzeti csapata, amelyet a dominikai közösségi labdarúgó-szövetség irányít. 
A CONCACAF-tagország nemzeti tizenegye még soha nem jutott ki a labdarúgó-világbajnokságra és a CONCACAF-aranykupára. Ellenben kétszer, 1994-ben és 1998-ban kijutott a Karibi-kupára, de a csoportkörön túl egyszer sem jutottak.

## Következő mérkőzések
Nincs pontos időpontra lekötött mérkőzésük.

## Világbajnoki szereplés
- 1930 - 1994: Nem indult.
- 1998 - 2022: Nem jutott be.

## CONCACAF-aranykupa-szereplés
- 1991: Nem indult.
- 1993 - 2002: Nem jutott be.
- 2003: Visszalépett.
- 2005 - 2023: Nem jutott be.